# امامزاده نقارخانه
امامزاده نقار خانه مربوط به سده‌های اولیه و متاخر دوران‌های تاریخی پس از اسلام است و در شهرستان شمیرانات، روستای لواسان بزرگ واقع شده و این اثر در تاریخ ۱ مهر ۱۳۸۲ با شمارهٔ ثبت ۱۰۳۵۸ به‌عنوان یکی از آثار ملی ایران به ثبت رسیده است.